# 乔伊丝·金
乔伊丝·金（英語：Joyce King，1920年9月1日—2001年6月10日），澳大利亚女子田径运动员，主攻短跑。她曾代表澳大利亚参加1948年夏季奥林匹克运动会田径比赛，获得女子4×100米接力银牌。